# Хенвик, Джессика
Дже́ссика Ю Ли Хе́нвик (англ. Jessica Yu Li Henwick; род. 30 августа 1992) — английская актриса сингапурского происхождения. Первая восточноазиатская актриса, исполняющая главные роли в британских телесериалах.

## Ранняя жизнь
Хенвик родилась и выросла в Англии, в семье сингапурско-китайской матери и британского отца. Она занималась в школе Redroofs Theatre School и в театре National Youth Theatre.

## Карьера
В 2012 году Хенвик записалась на роль Хелен во втором сезоне радио-пьесы BBC «Север у Нортгемптоншира» вместе с Джеффри Палмером, Шейлой Хэнкок и Маккензи Круком. Шоу было номинировано на премию «Sony Radio Award» в 2012 году.
В 2015 году Хенвик присоединилась к актёрскому составу сериала канала HBO «Игра престолов» в пятом сезоне в роли Нимерии Сэнд - одной из внебрачных дочерей принца Оберина Мартелла вместе с номинанткой на «Оскар» Кейшей Касл-Хьюз и Розабеллой Лауренти Селлерс, играющими её сестёр. Процесс подготовки к роли включал шесть месяцев тренировок, чтобы научиться использовать традиционный кнут.

## Фильмография
| Год       | Название                          | Ориг. название                    | Роль          | Примечания                                  |
| --------- | --------------------------------- | --------------------------------- | ------------- | ------------------------------------------- |
| 2009—2010 | Войны духов                       | Spirit Warriors                   | Бо            | сезон 1                                     |
| 2012      | Гуща событий                      | The Thick of It                   | Шарлотта      | сезон 4                                     |
| 2013      | Стрекоза                          | Dragonfly                         | Пола Рид      | Фильм                                       |
| 2014      | Шёлк                              | Silk                              | Эми Лэнг      | сезон 3                                     |
| 2014      | Льюис                             | Lewis                             | Хлоя          | сезон 8                                     |
| 2015      | Звёздные войны: Пробуждение силы  | Star Wars: The Force Awakens      | Джесс Тестор  | фильм                                       |
| 2015—2017 | Игра престолов                    | Game of Thrones                   | Нимерия Сэнд  | Второстепенная роль (сезоны 5—7) 8 эпизодов |
| 2016      | Фортитьюд                         | Fortitude                         |               | 3 эпизода                                   |
| 2016      |                                   | The Head Hunter                   | Аико          |                                             |
| 2017—2018 | Железный кулак                    | Iron Fist                         | Коллин Винг   |                                             |
| 2017      | Защитники                         | The Defenders                     | Коллин Винг   |                                             |
| 2018      | Люк Кейдж                         | Luke Cage                         | Коллин Винг   |                                             |
| 2019      | Под водой                         | Underwater                        | Эмили         |                                             |
| 2020      | Последняя капля                   | On the Rocks                      | Фиона         |                                             |
| 2020      | Любовь и монстры                  | Love and Monsters                 | Эйми          |                                             |
| 2021      | Матрица: Воскрешение              | The Matrix Resurrections          | Багз          |                                             |
| 2022      | Серый человек                     | The Gray Man                      | Сюзанна Брюэр |                                             |
| 2022      | Достать ножи: Стеклянная луковица | Glass Onion: A Knives Out Mystery | Пег           |                                             |
| 2024      | Кукушка                           | Cuckoo                            | Бет           |                                             |
| 2025      | Хантингтон                        | Huntington                        |               |                                             |